# Sozinha (canção de Manu Gavassi)
"Sozinha" é uma canção da cantora brasileira Manu Gavassi, contida no seu primeiro EP, Vício (2015). Foi lançada como single do EP em 7 de outubro de 2016, através da Angorá Music. O clipe foi responsável por encerrar a era Vício.

## Videoclipe
Manu Gavassi surpreendeu ao lançar o clipe da canção Sozinha, escrita por ela própria. Com esse clipe, ela encerrou o ciclo do seu EP Vício, lançado em dezembro de 2015.
A cantora resolveu produzi-lo de forma independente, com o próprio celular, enquanto viajava por Miami. Durante o vídeo, Manu aparece nas cenas sozinha, com uma imagem bem natural, sem grandes produções. A viagem rolou para um trabalho publicitário.

## Desempenho
Atualmente a música possui mais de 1 milhão e meio de visualização no YouTube e 2 milhões de streams no Spotify.